# Boeing X-37
Le X-37 est une navette spatiale robotique développée initialement par la NASA, dans le cadre d'un projet lancé en 1998 pour mettre au point de nouvelles technologies pour les décollages orbitaux et les rentrées atmosphériques et préparer le remplacement de la navette spatiale américaine. Le X-37 dérive du X-40A de Boeing agrandi d'environ 20 %. C'est un engin de taille réduite pesant 5,45 tonnes, doté d'une soute cargo, et avec une capacité de manœuvre orbitale importante. Il est placé en orbite par un lanceur Atlas V d'ULA ou Falcon 9 de SpaceX, et se pose de manière automatique sur une piste d'atterrissage.
En 2004, à la suite de la suppression du budget alloué à la NASA pour ce projet, celui-ci est repris par la DARPA, l'agence de recherche militaire américaine. En 2006, pour des raisons financières, cette dernière transfère le projet à l'US Air Force qui le remet en 2020 à l'US Space Force, nouvellement créée. Les missions que peut remplir le X-37 au service des forces armées des États-Unis ne sont pas connues car le projet est classé confidentiel depuis 2004. Il peut servir dans la lutte contre les satellites de puissances étrangères.
Le premier vol atmosphérique, pour le compte de l'USAF a lieu le 7 avril 2006 en Californie, à la base Edwards. La première mission en orbite débute le 22 avril 2010 et dure 225 jours. En octobre 2019, la mission OTV-5 établit un nouveau record de 780 jours dans l'espace ; les deux exemplaires construits du X-37B effectuent 5 missions en orbite terrestre basse d'une durée cumulée de 2 886 jours.

## Historique
En 1998, la NASA lance le développement d'un démonstrateur volant de navette sans équipage pour valider de nouvelles technologies susceptibles de profiter au transport spatial. Les domaines de recherche prospectés sont la conception des réservoirs d’ergols, le bouclier thermique, l'avionique et les aspects structurels. En décembre 1998, la société Boeing est sélectionnée pour développer le X-37 qu'elle propose de développer à partir du dessin du X-40A qu'elle conçoit pour la USAF : le coût, estimé à 173 millions de dollars américains, est partagé à 50-50 % entre la NASA et Boeing. Au cours des quatre années suivantes la NASA, augmente sa participation de 24 millions de dollars, et la USAF apporte 16 millions de dollars pour financer l’ajout de panneaux solaires et d’un système de contrôle d’attitude requis pour une utilisation militaire,.

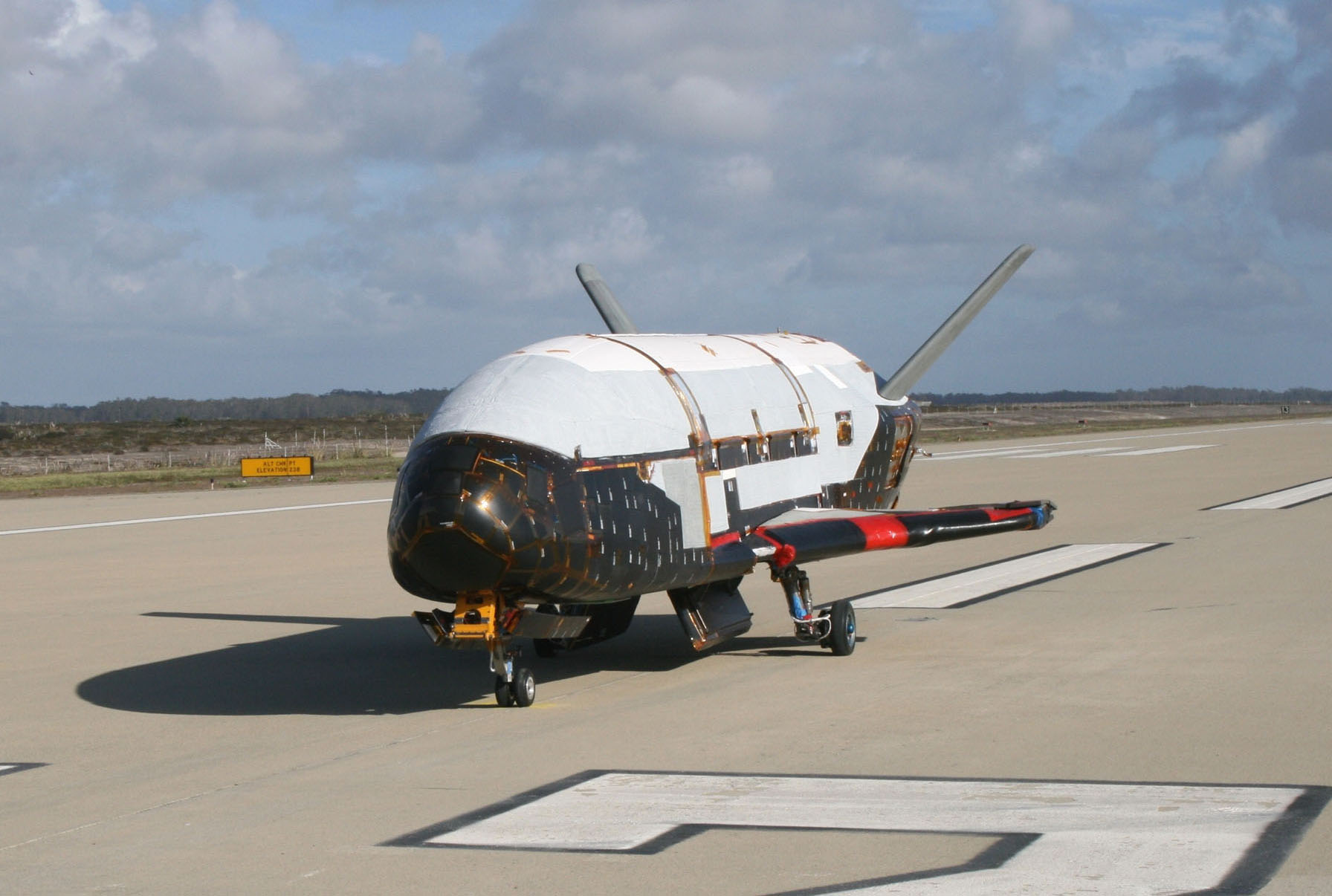
Essais de roulage en 2007 à Vandenberg.

Le X-37 est le troisième démonstrateur avancé développé par la NASA. Il prend la suite du X-33 de Lockheed-Martin et du X-34 de Orbital Sciences mais contrairement à ceux-ci, qui sont uniquement capables d'effectuer des vols atmosphériques, il peut être injecté sur une orbite, puis effectuer une rentrée atmosphérique. Le X-37 doit permettre de valider 41 nouvelles technologies. La forme du X-37 dérive de celle du X-40A, dont il est une copie à l'échelle de 120 %. Le X-40A est d'ailleurs utilisé dans le cadre du projet X-37 pour tester les procédures d'atterrissage automatiques au Dryden Flight Research Center de la NASA.
Le premier vol en orbite du X-37 est prévu initialement en 2002 : le X-37 doit être lancé par la navette spatiale américaine, ce qui conditionne l'envergure maximum des ailes. En novembre 2002, Boeing reçoit un nouveau contrat de 301 millions de dollars pour continuer à travailler sur le X-37 dans le cadre du projet Space Launch Initiative de la NASA. Deux prototypes doivent être construits :
- le X-37 Approach and Landing Test Vehicle (ALTV) est utilisé pour valider la phase du vol atmosphérique et l'atterrissage. Il permet de tester la stabilité aérodynamique, l'intégrité structurelle et les opérations de contrôle depuis le sol.
- Le X-37 Orbital Test Vehicle (OTV) est utilisé pour valider les phases de lancement, les opérations en orbite, la rentrée atmosphérique et l'atterrissage. Il permet de tester notamment l'avionique, le bon fonctionnement du bouclier thermique et sa réutilisation [2].

Le premier test du véhicule ALTV est programmé pour 2004, tandis que le vol orbital doit avoir lieu en 2006.
En 2004, le lancement du programme Constellation entraîne une révision des priorités de l'agence spatiale. La NASA recentre ses travaux sur le vaisseau Orion. Le 13 septembre 2004, le projet X-37 est transféré à la DARPA, l'agence de recherche de la Défense chargée des projets avancés, puis à la USAF (Air Force's Rapid Capabilities Office) en 2006,. Il devient un projet classé confidentiel.
Depuis sa création le 24 juillet 2020, les engins sont mis en œuvre par le Space Delta 7 (en), une unité du Space Operations Command (en) du US Space Command.

## Vols atmosphériques
Les tests atmosphériques débutent en utilisant le X-40A. Ce dernier, après avoir été hissé à une altitude de 4,5 km par un hélicoptère, est largué et effectue un atterrissage en mode automatique. Les 7 tests effectués en 2001 sont tous des succès. Les tests d’atterrissage sont confiés à la société Scaled Composites et à son avion White Knight. Après plusieurs vols captifs effectués en 2005, le X-37B est lâché le 7 avril 2006 mais il subit quelques dommages durant l'atterrissage. Les vols suivants permettent de qualifier le X-37B.

Décollage et retour de mission
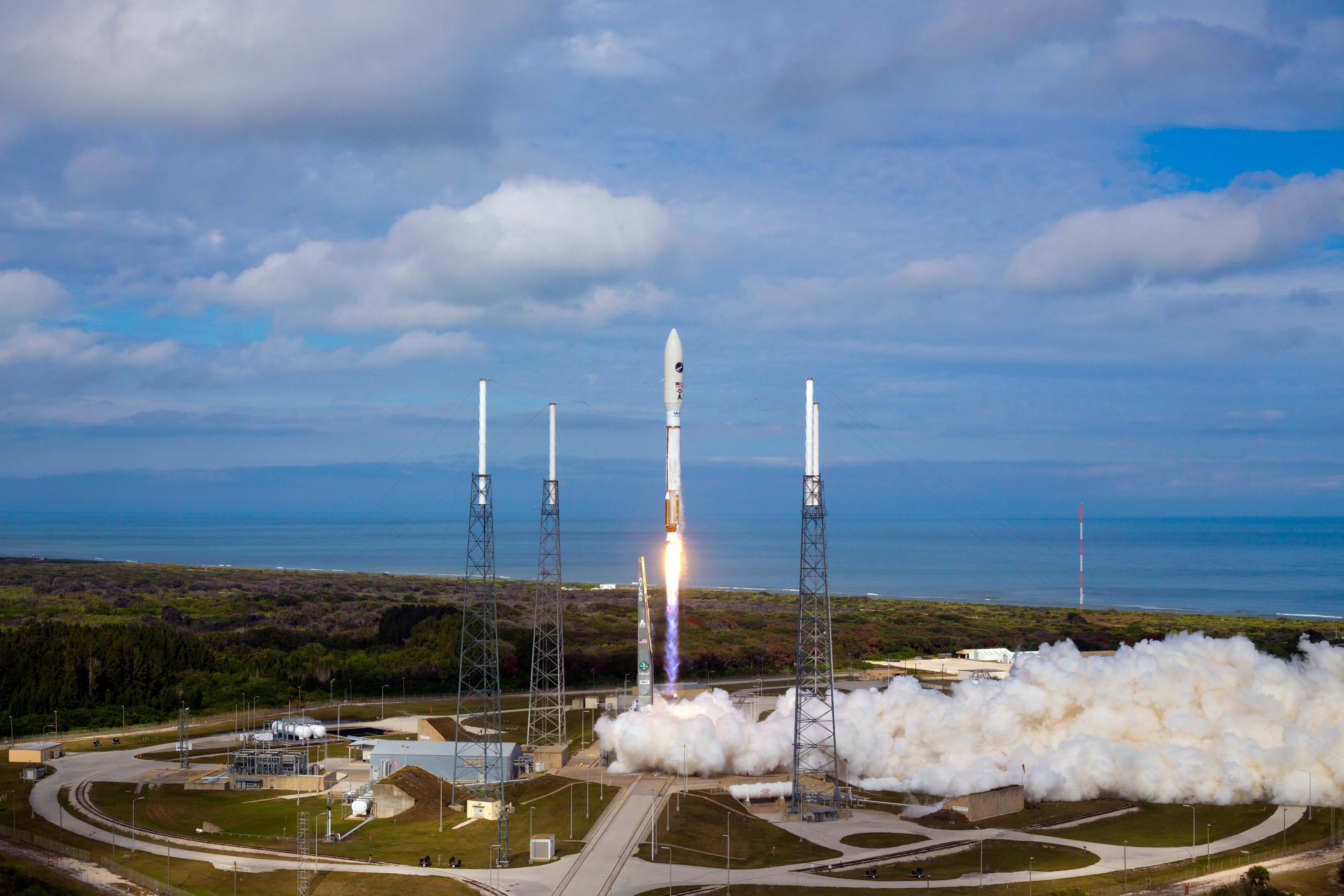
Décollage du lanceur Atlas V avec la navette lors de sa troisième mission (11 décembre 2012).
- Vidéo de l'atterrissage du X-37B en juin 2012.
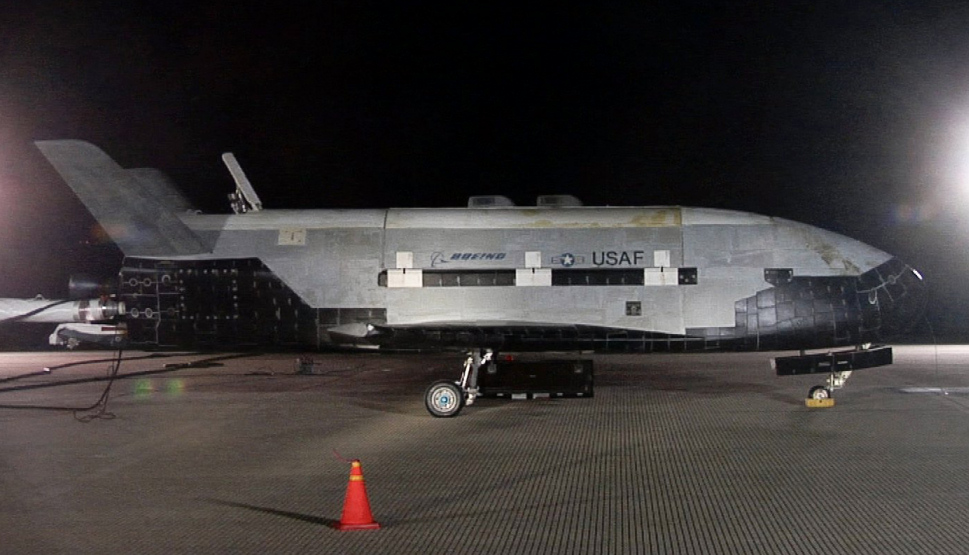
Le X-37B après son premier vol orbital vu de profil (décembre 2010).

## Historique des missions (2010-)

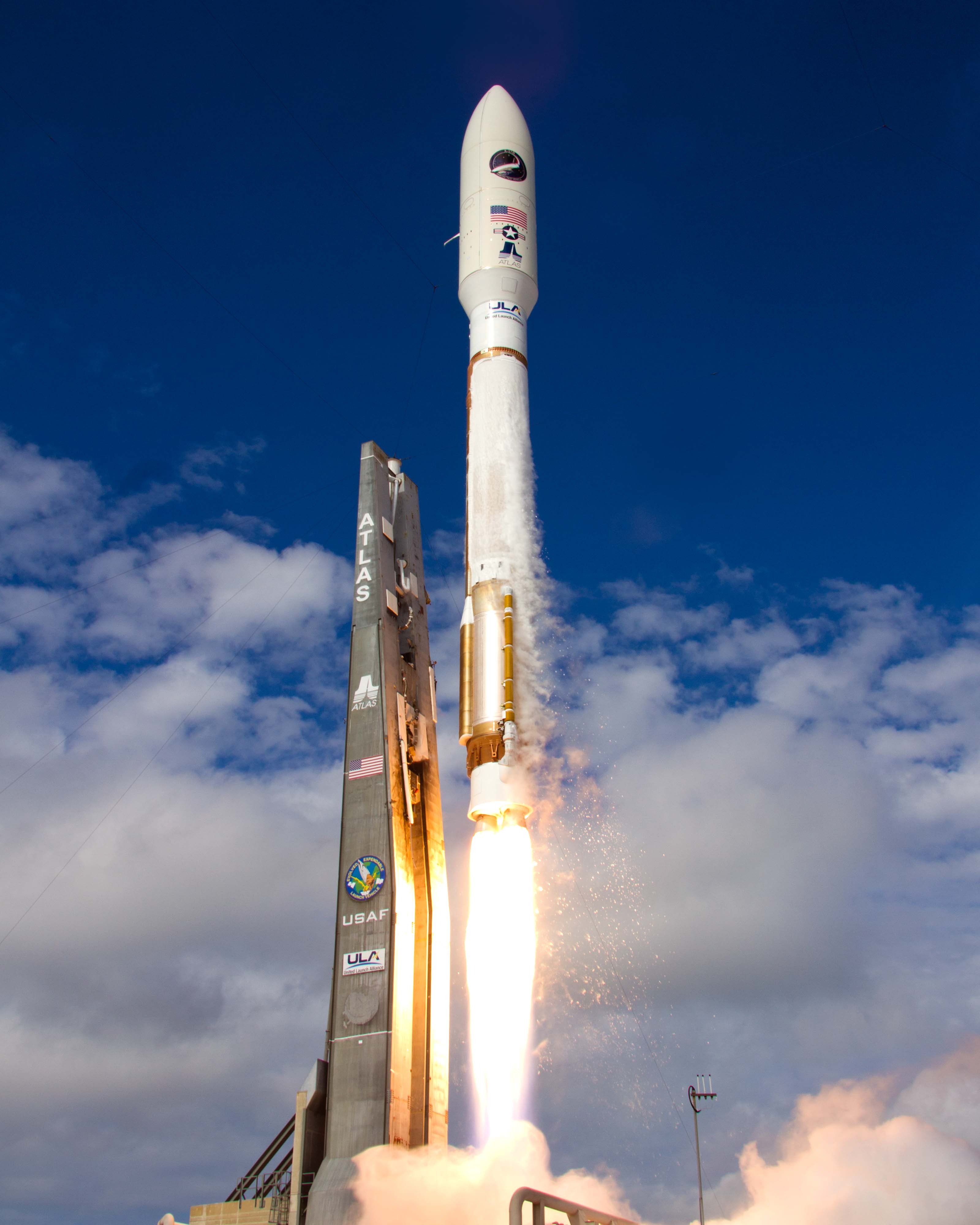
Lancement de la mission OTV-3.

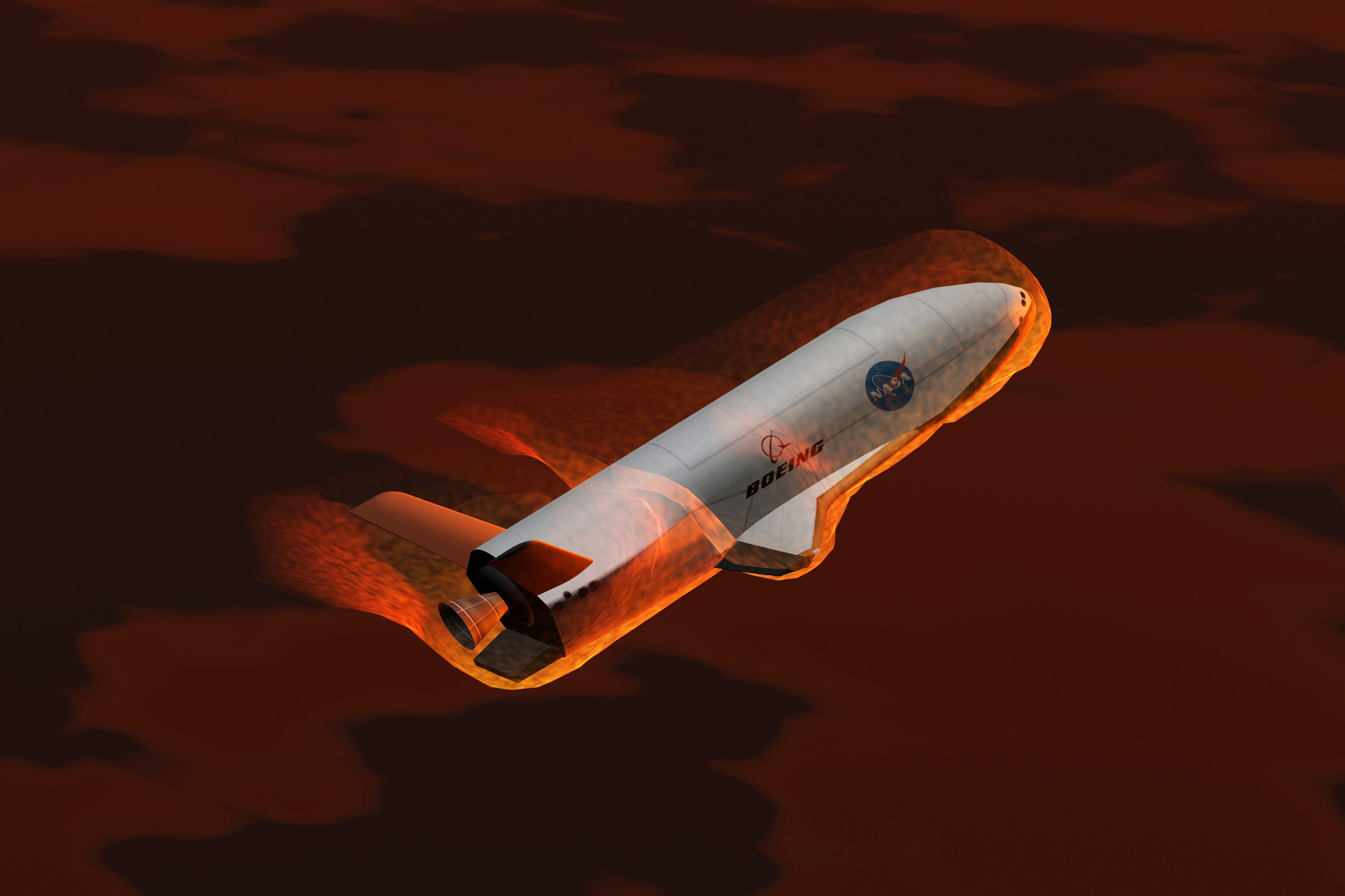
Vue d'artiste de la rentrée atmosphérique du X-37A de la NASA.

### OTV-1
À la suite des vols atmosphériques, le premier vol orbital est programmé pour 2008. Mais le programme subit des retards, et le premier lancement dont le nom de code est USA-212 est finalement effectué le 22 avril 2010 depuis le pas de tir 41 de la base de lancement de Cap Canaveral. Le X-37B OTV-1 (« B » désigne la version militaire, « A » la version de la NASA) est mis en orbite terrestre basse par un lanceur Atlas V 501. La navette se place sur une orbite de 450 km avec une inclinaison estimée d’après les observations d'astronomes amateurs à 40,0°. Le X-37B utilise ses moteurs pour relever son orbite le 9 août puis l'abaisser en 3 étapes le 6 octobre, le 1er novembre et le 12 novembre. Le 3 décembre 2010, après avoir séjourné dans l'espace durant 225 jours, l'appareil effectue une rentrée atmosphérique en mode automatique et se pose sur la piste d’atterrissage de la base de lancement de Vandenberg,. La USAF ne donne aucune information précise sur la nature de la charge utile et les activités du X-37B dans l’espace. Elle indique que différentes expériences sont menées de manière à tester des capteurs, des sous-systèmes, des composants et de différentes technologies mis en œuvre à bord du X-37B.

### OTV-2
Un deuxième X-37B (OTV-2) est lancé par un lanceur Atlas V le 5 mars 2011. L'objectif de la mission n'est pas divulgué ; selon les militaires américains, elle doit permettre de tester de nouvelles techniques spatiales. Il se pose le 16 juin 2012 sur la base de lancement de Vandenberg, après une mission de 469 jours.

### OTV-3
Le premier véhicule utilisé pour la première mission en 2010 est de nouveau lancé le 11 décembre 2012 par un lanceur Atlas V et devient donc la première des navettes à être réutilisée. Elle atterrit à Vandenberg le 17 octobre 2014 après un séjour de 674 jours dans l'espace.

### OTV-4
Une quatrième mission débute le 20 mai 2015. Les caractéristiques de deux expériences emportées dans la soute de la navette sont rendues publiques :

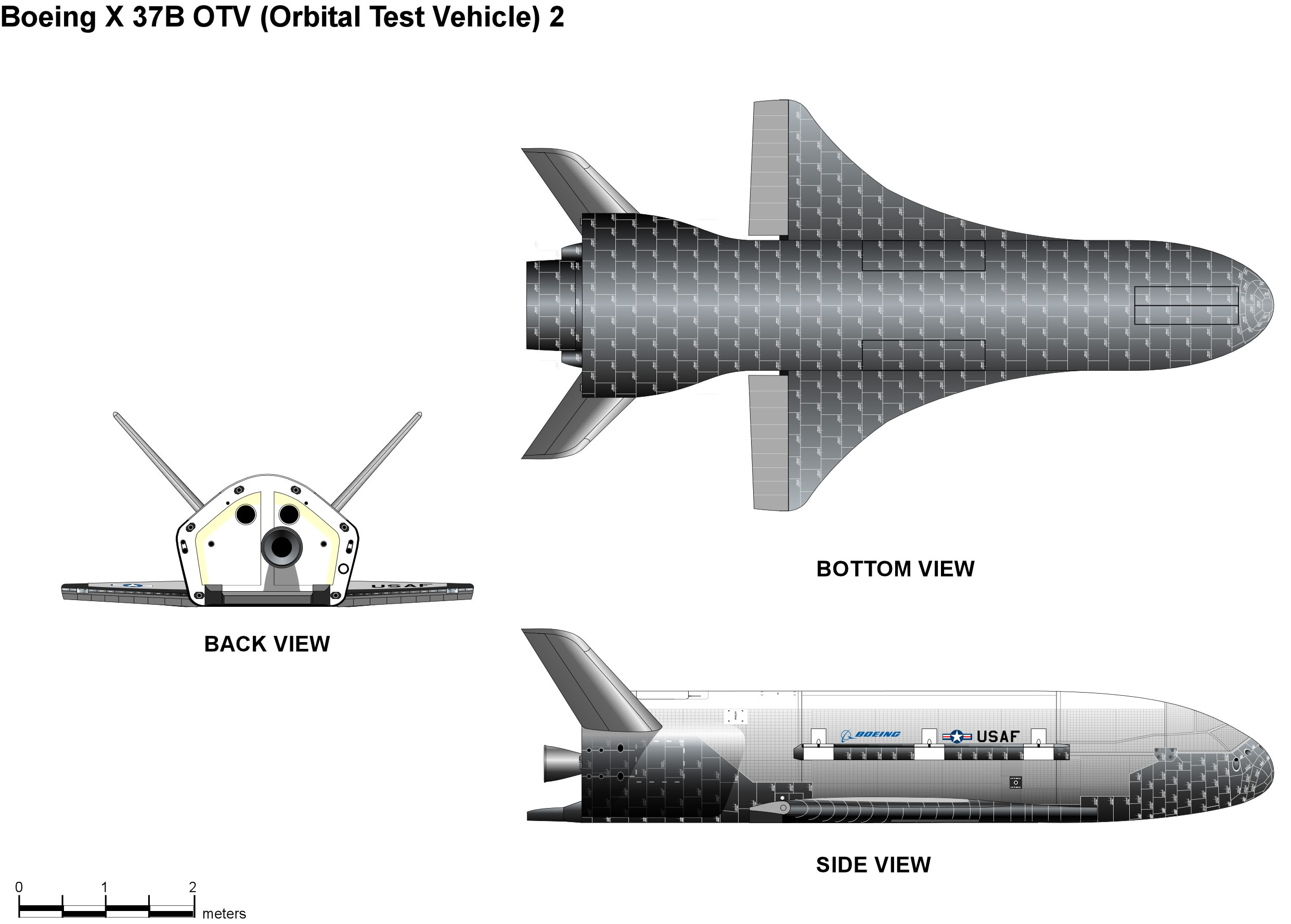
Schéma du X-37B OTV-2 vu de l'arrière, de dessous et de côté.

- Un propulseur à effet Hall XR-5A de Aerojet Rocketdyne est testé en vol en vue de son installation à bord des satellites AEHF de la USAF. L'objectif est de mesurer sur une longue période d'utilisation la dégradation du moteur dans le vide spatial et de mesurer l'évolution de ses performances. Le constructeur du propulseur annonce dès juillet 2015 que ces tests fournissent des résultats conformes.
- La deuxième expérience embarquée est METIS (Materials Exposure and Technology Innovation in Space) fournie par la NASA. Son objectif est de tester le comportement de 100 échantillons de matériaux différents exposés dans le vide spatial en particulier la dégradation due au rayonnement ionisant et à l'oxygène atomique. Une expérience similaire avec 4 000 types de matériaux est en cours au même moment à bord de la Station spatiale internationale.

La navette X-37B se pose sans encombre sur la piste d'atterrissage du centre spatial Kennedy le 7 mai 2017 après un séjour de 717 jours et 20 heures dans l'espace.

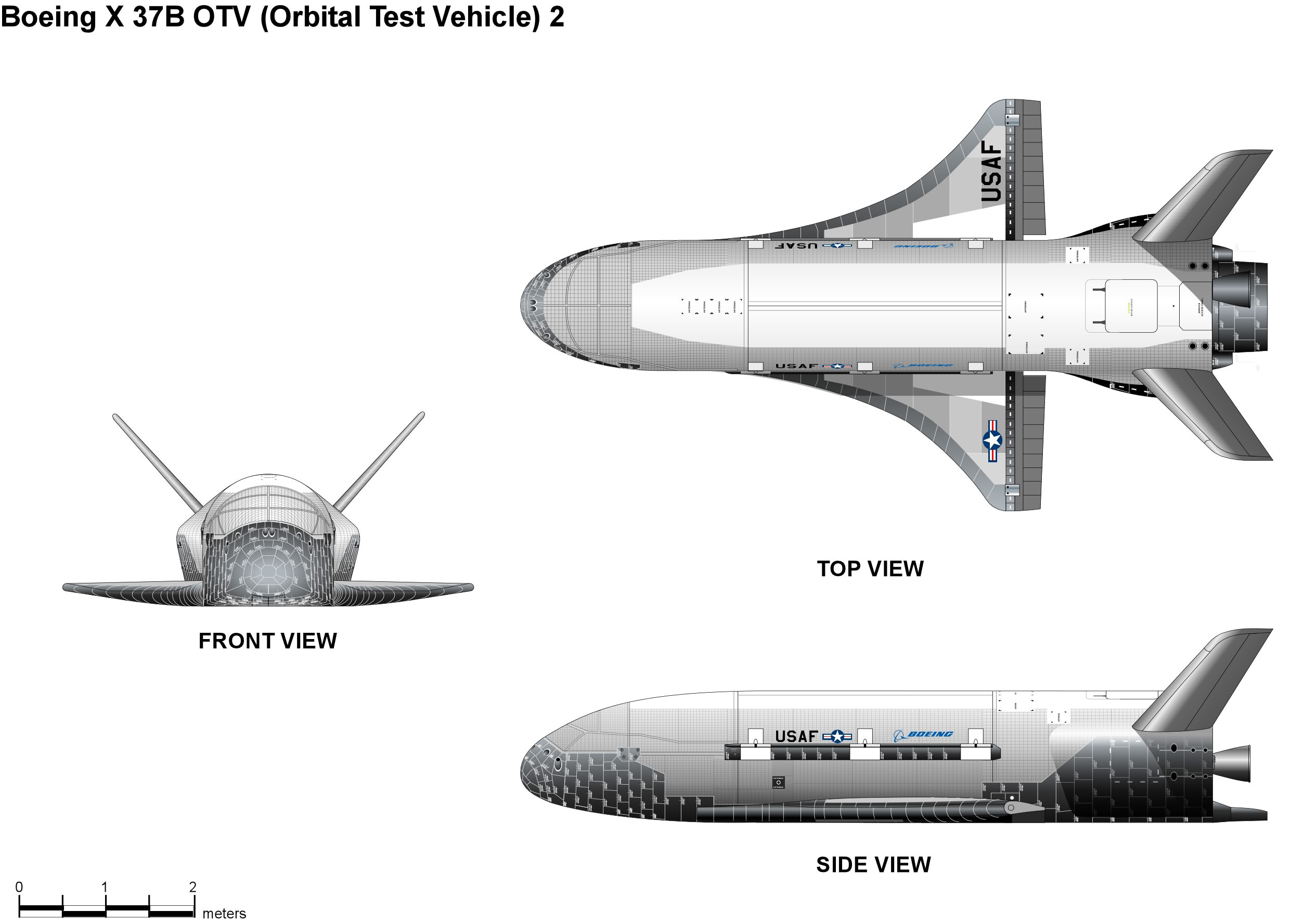
Schéma du X-37B OTV-2 vu de face, de dessus et de côté.

### OTV-5
La 5e mission du X-37B décolle le 7 septembre 2017 à bord du lanceur Falcon 9 de SpaceX.
La navette se pose au centre spatial Kennedy le 27 octobre 2019 à 7 h 51 TU après 780 jours en orbite.

### OTV-6
La sixième mission du programme a décollé le 17 mai 2020. Le véhicule emporte plus d'expériences qu'aucun autre vol précédent, dont deux de la NASA. La première étudiera l'impact des radiations ambiantes sur des graines, tandis que la seconde testera divers matériaux dans l'environnement spatial. Une autre expérience conçue par le Naval Research Laboratory tentera de transformer l'énergie solaire en micro-ondes, pour ensuite la transmettre vers la Terre. La mission déploiera également le petit satellite FalconSat 8 (en) développé par la United States Air Force Academy, emportant 5 expériences supplémentaires. De plus, la navette décolle pour la première fois avec un module de service attaché à l'arrière, permettant d'accommoder une partie de la charge utile. Il est largué avant la rentrée atmosphérique. 
La United States Space Force, nouvellement créée, est responsable depuis la mise sur pied de l'unité Delta 9 le 24 juillet 2020, du décollage, des opérations en orbite, et de l'atterrissage,.

### OTV-7
La septième mission du programme a décollé le 28 décembre 2023 à bord d'une Falcon Heavy. Ce lanceur super lourd permet de l'envoyer sur une orbite elliptique élevée haute culminant à 38 838 km. Elle teste de « nouveaux régimes orbitaux », expérimente « des technologies d’avenir sur la connaissance du domaine spatial » et étudier « les effets des radiations sur des matériaux fournis par la NASA ». En octobre 2024, la US Space Force annonce que l'appareil doit effectuer une manœuvre d'aérofreinage pour revenir en orbite basse, éjectant son module de service au passage,. Ces manœuvres permettent d'effectuer le changement d'orbite en économisant du carburant tout en assurant la destruction du module de service dans l'atmosphère. Ce type de manœuvre fait partie du concept d’opérations spatiales « dynamiques » que cherchent à développer les forces américaines.
| Vol   | Date de lancement | Base de lancement | Véhicule | Lanceur      | Date de l'atterrissage | Site atterrissage | Durée     | Identifiant COSPAR | Commentaire                             |
| ----- | ----------------- | ----------------- | -------- | ------------ | ---------------------- | ----------------- | --------- | ------------------ | --------------------------------------- |
| OTV-1 | 22 avril 2010     | Cap Canaveral     | no 1     | Atlas V 501  | 3 décembre 2010        | Vandenberg        | 225 jours | 2010-015A          | Autre désignation USA-212               |
| OTV-2 | 11 mars 2011      | Cap Canaveral     | no 2     | Atlas V 501  | 16 juin 2012           | Vandenberg        | 469 jours | 2011-010A          | Autre désignation USA-226 (en)          |
| OTV-3 | 11 décembre 2012  | Cap Canaveral     | no 1     | Atlas V 501  | 17 octobre 2014        | Vandenberg        | 675 jours | 2012-071A          | Autre désignation USA-240 (en)          |
| OTV-4 | 20 mai 2015       | Cap Canaveral     | no 2     | Atlas V 501  | 7 mai 2017             | KSC Floride       | 717 jours | 2015-025A          | Autre désignation USA-261 (en)          |
| OTV-5 | 7 septembre 2017  | Cap Canaveral     | no 2     | Falcon 9     | 27 octobre 2019        | KSC Floride       | 780 jours | 2017-052A          | Autre désignation USA-277 (en)          |
| OTV-6 | 17 mai 2020       | Cap Canaveral     | no 1     | Atlas V 501  | 12 novembre 2022       | KSC Floride       | 908 jours | 2020-029A          | Autre désignation USA-299 (en)          |
| OTV-7 | 28 décembre 2023  | KSC Floride       | no 2     | Falcon Heavy | 7 mars 2025            | Vanderberg        | 434 jours | 2023-210A          | Autre désignation USSF-52 (en), USA-349 |

## Caractéristiques techniques
Le X-37 est la première navette spatiale militaire développée par les États-Unis depuis l’annulation du projet Boeing X-20 Dyna-Soar. La navette est conçue pour se placer en orbite basse et effectuer des manœuvres orbitales. Le X-37 peut se placer sur une orbite comprise entre 230 et 1 064 km d'altitude. Il dispose en 2019 d'une autonomie augmentée à 780 jours en orbite. La rentrée atmosphérique s'effectue comme pour la navette spatiale américaine en position cabrée à 40,0°. Le X-37 poursuit ensuite sa descente avec une pente de 20,0° en volant à 400 km/h, avant de se poser de manière automatique sur une piste d'atterrissage classique.
Structure
Le X-37 est long de 8,90 m pour une envergure de 4,5 mètres. Selon la NASA, la masse à vide ne dépasse pas les 3,5 tonnes, pour une masse totale de 5,45 tonnes. La structure, qui est isolée de l'extérieur par un bouclier thermique, utilise, contrairement à la navette spatiale, des panneaux en composite plus léger que l'aluminium qu'il remplace.
Charge utile
Le X-37 dispose d'une baie cargo fermée par deux portes selon une disposition similaire à celle de la navette spatiale. La baie fait 1,2 × 2,13 mètres.
Propulsion
Le X-37B a un moteur-fusée unique, le AR-2/3 de Rocketdyne, alimenté par des ergols hypergoliques : l'hydrazine et le peroxyde d'azote remplacent le peroxyde d'hydrogène et le JP-8 prévus initialement. Les réserves d'ergols disponibles donnent au X-37 une grande capacité de manœuvre.
Le X-37B de la 4e mission est équipé pour la première fois d'un propulseur à effet Hall, permettant de réduire la consommation et le coût, ou d'augmenter la durée des missions suivantes.
Bouclier thermique
Le bouclier thermique bénéficie des résultats des recherches postérieures à la conception de la navette spatiale américaine. Il utilise des tuiles en céramique de type Toughened Uni-Piece Fibrous Insulation (TUFI), en particulier pour protéger la partie ventrale, très exposée. Ce type de tuile, qui est utilisé en remplacement sur la navette, offre plus de résistance aux chocs. Pour les parties moins exposées, le X-37B utilise également des revêtements thermiques, à la fois plus performants, et générant moins de traînée que ceux utilisés sur la navette. Enfin, le bord d’attaque des ailes n'est plus protégé par du carbone-carbone renforcé, mais par des tuiles de type TUFROC (Toughened Uni-piece Fibrous Reinforced Oxidation-Resistant Composite[réf. souhaitée]) traitées pour résister aux mécanismes d'oxydation à l'œuvre durant la rentrée atmosphérique.
Gouvernes
La queue de l’appareil en V est constituée de gouvernes qui agissent à la fois sur la profondeur et la direction, ce qui permet de réduire l'énergie nécessaire pour contrôler l'avion durant les phases de vol à grande vitesse ; cette disposition libère de la place pour un aérofrein utilisé au moment de l'atterrissage. Les gouvernes ne sont plus manœuvrées comme sur la navette par des systèmes hydrauliques, mais par des commandes de vol électromécaniques.
Énergie
Le X-37B abandonne les piles à combustible de la navette spatiale américaine au profit de panneaux solaires, déployés en orbite depuis la soute cargo, et qui permettent d’accroître la durée des séjours en orbite en rechargeant les batteries d’accumulateurs.
Lancement
Le X-37 doit initialement être transporté dans l'espace par la navette spatiale. Il est finalement modifié pour être lancé par un lanceur classique Delta IV ou Atlas V. Pour ne pas endommager l'aérodynamisme du lanceur durant la traversée de l'atmosphère lors du décollage, une coiffe de 5 mètres de diamètre, taille standard pour le lanceur, recouvre la navette au lancement.

Gros plans de la navette
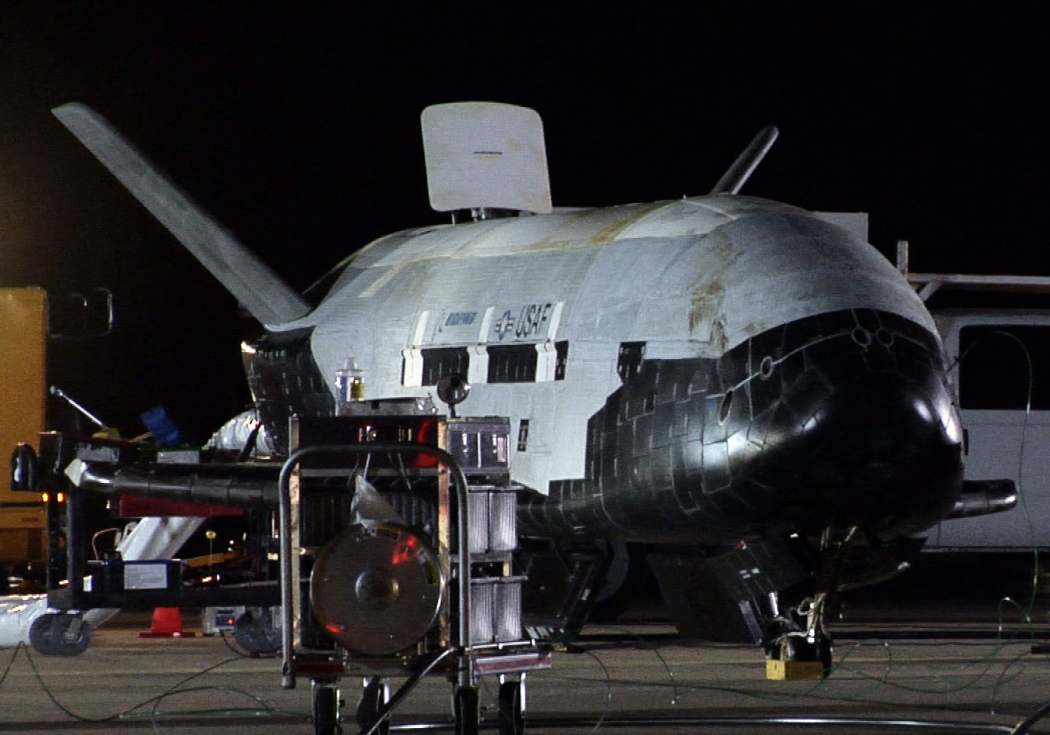
Face avant du X-37B.
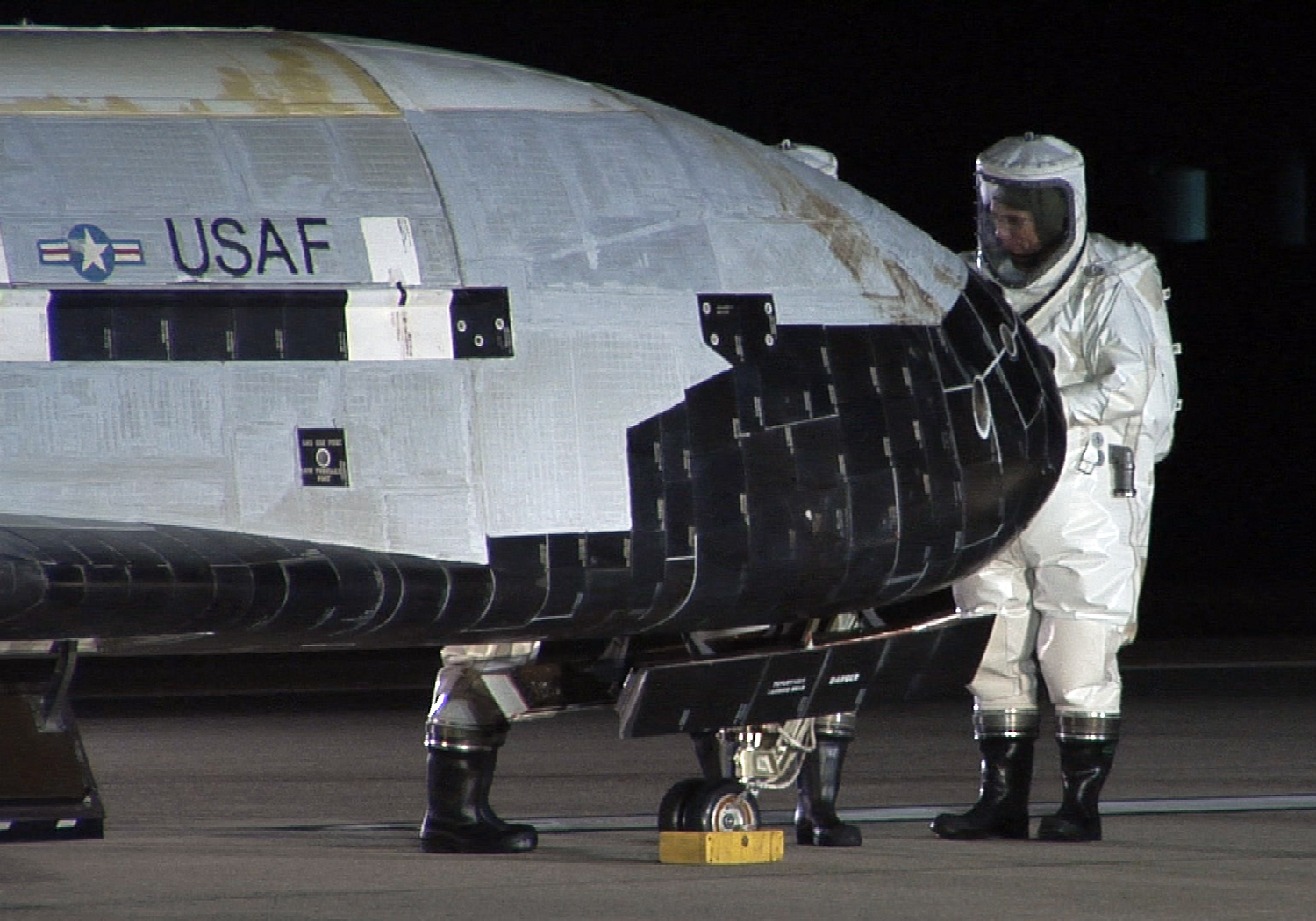
Face avant vue de profil.
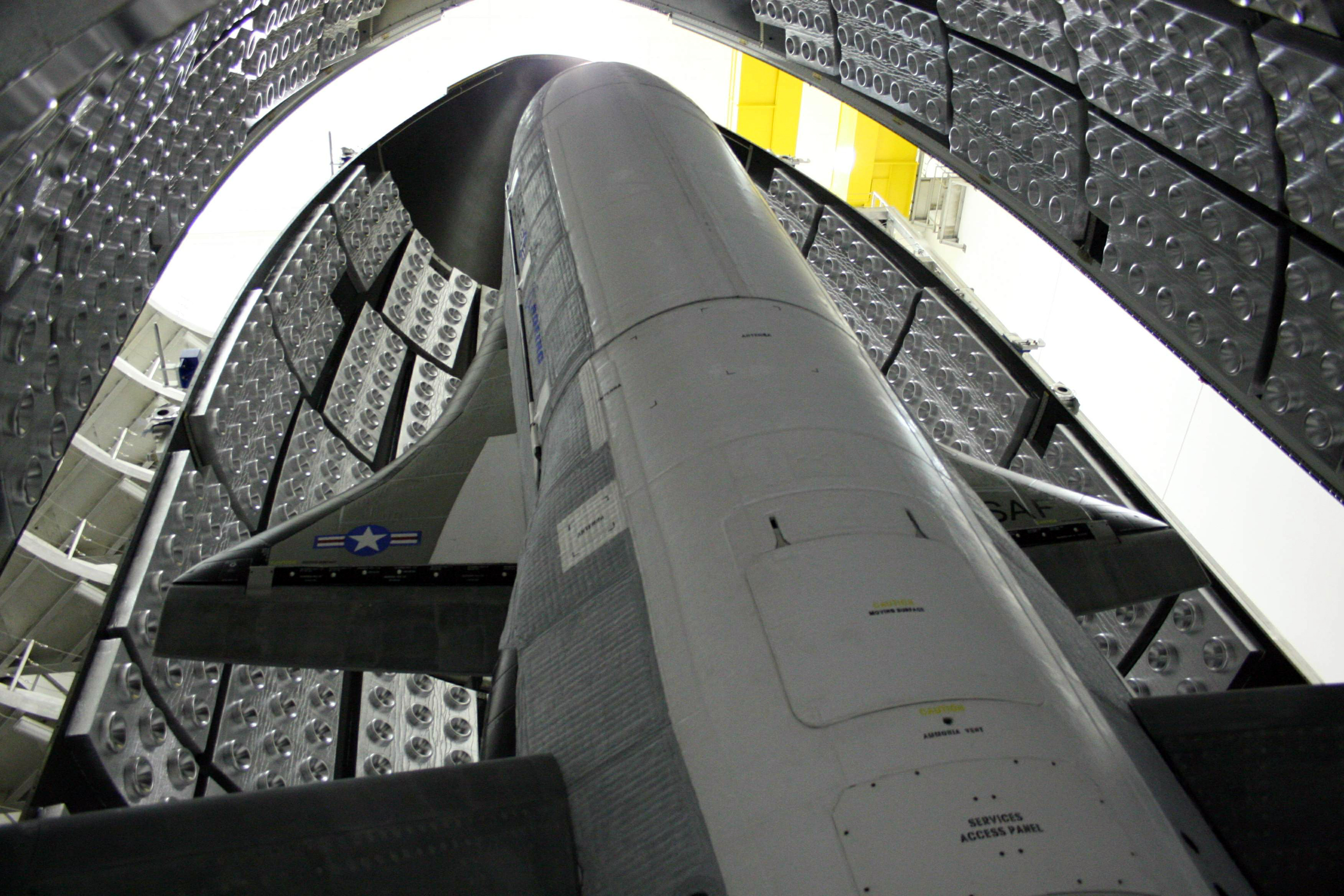
Vue de la face supérieure peu avant la fermeture de la coiffe.

## Missions
La USAF ne dévoile pas quelles sont les missions envisagées pour les navettes automatiques de type X-37B. Le coût opérationnel et l'absence de flexibilité opérationnelle de la navette spatiale américaine semblent pourtant avoir démontré que le concept ne présente pas les avantages attendus. Les spécialistes du domaine de la reconnaissance militaire s'interrogent sur l'utilité d'un tel engin dont les missions potentielles peuvent être prises en charge par des moyens moins coûteux.
Compte tenu de ses caractéristiques, le X-37B peut remplir les missions suivantes par ordre de pertinence décroissante :
- Banc de test en orbite et plate-forme pour capteurs de reconnaissance et d'écoute militaire

Il s'agit de l'usage le plus vraisemblable. La baie cargo de la navette peut recevoir différents capteurs utilisés pour la reconnaissance radar, optique, infrarouge ou la collecte d'émissions radio (ELINT). L'efficacité de ceux-ci peut être testée en vol puis les résultats dépouillés après le retour au sol. La navette peut également être lancée rapidement pour répondre à une crise et prendre en charge un besoin précis en matière de reconnaissance militaire grâce à la capacité de reconfiguration de sa baie cargo et à sa manœuvrabilité en orbite. Mais la réactivité de la navette dépend du temps de préparation de son lanceur et son coût de lancement est élevé (100 millions de dollars).
- Déploiement de petits satellites de reconnaissance pour répondre à une situation de crise

Pour répondre à une situation de crise, les petits satellites de reconnaissance peuvent être plus rapidement installés dans la soute de la navette que sur un lanceur. Mais le coût élevé de lancement d'une seule navette et sa faible capacité d'emport ne sont pas concurrentiels par rapport à l'utilisation de petits lanceurs. Par ailleurs, le délai de lancement est également tributaire du temps de préparation du lanceur Atlas.
- Véhicule de réparation et de maintenance en orbite

La navette est utilisée pour réparer ou réapprovisionner en ergols les satellites en orbite ou pour ramener des satellites tombés en panne afin de déterminer l'origine de l'anomalie. Des morceaux d'engin spatiaux sont ramenés au sol pour étudier l'incidence de l'exposition à l'espace, aux débris spatiaux et aux micrométéorites. Mais les caractéristiques du X-37B le cantonnent aux orbites terrestres basses (1 100 km maximum) et sa baie cargo a une contenance limitée.
- Véhicule d’inspection et plate-forme antisatellite

Il existe déjà des satellites d'inspection en orbite (XSS-11, MiTex) mais ils ne disposent que d'une gamme fixe de capteurs. Le X-37B peut emporter des capteurs adaptés à chaque mission et contrairement aux satellites d'inspection existants, il a la capacité de changer d'inclinaison orbitale, de ramener un satellite ou de neutraliser un satellite hostile sans créer un nuage de débris. Mais, il existe de nouveaux satellites d'inspection plus agiles que ceux cités, le X-37B est très visible et son approche est facilement détectable par tout satellite hostile ; enfin sa baie cargo n'a pas la capacité de ramener la plupart des satellites existants.

## Galerie

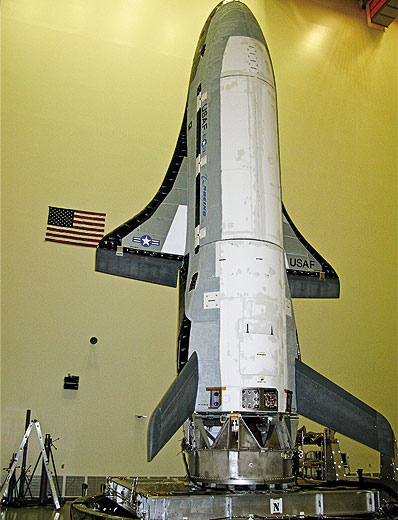
Le X-37B en configuration de lancement en 2009.
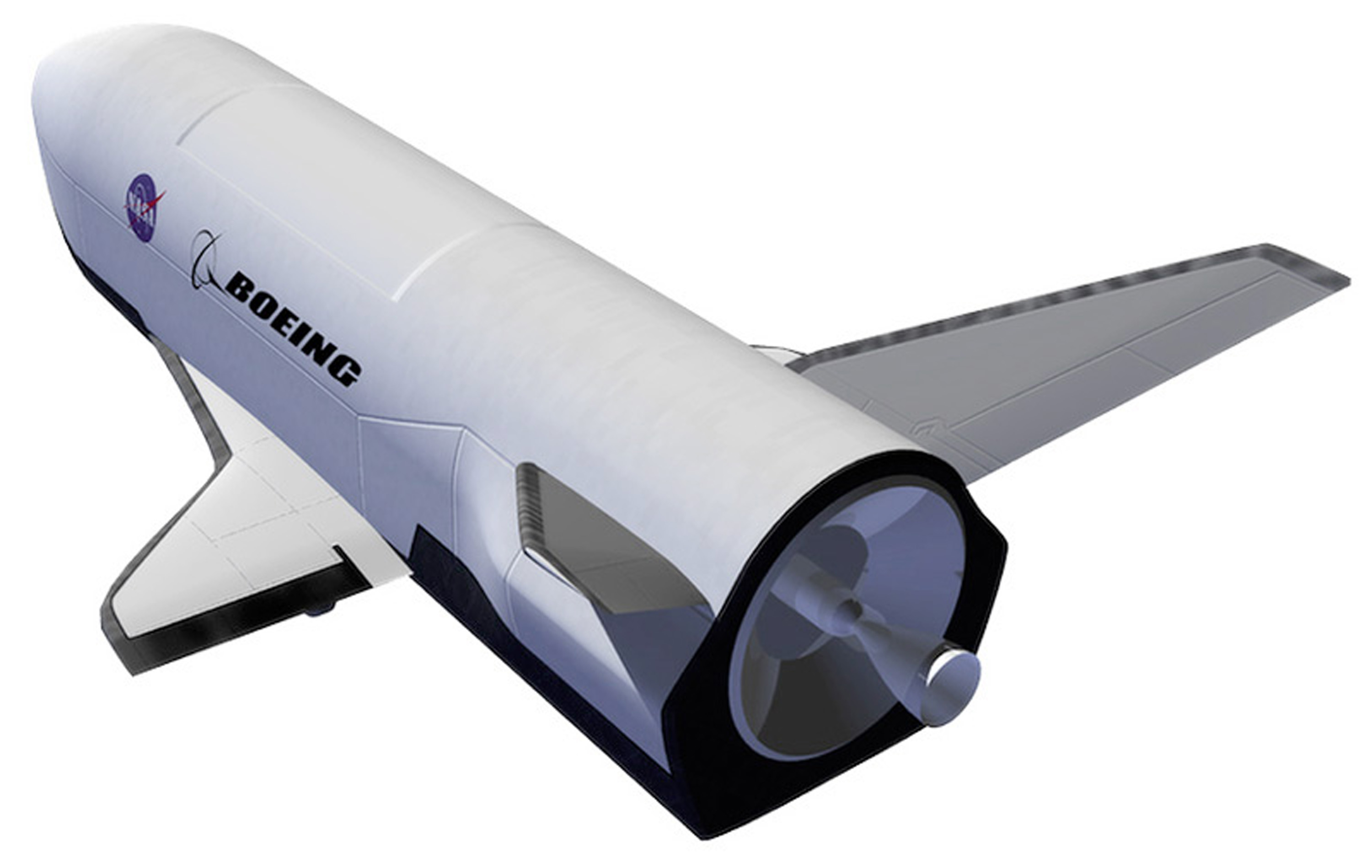
Vue d’artiste du X-37A de la NASA.
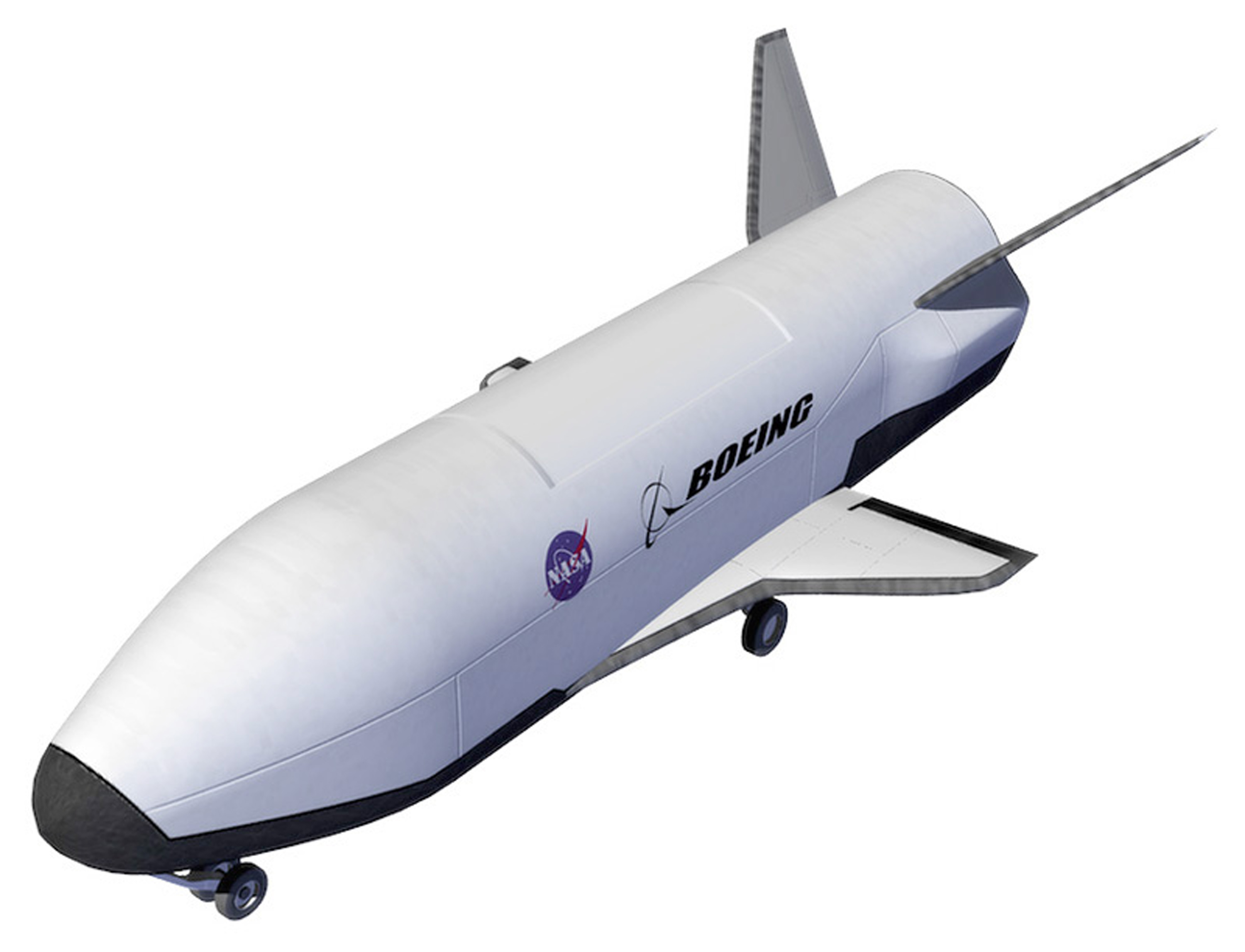
Vue d’artiste du X-37A de la NASA.
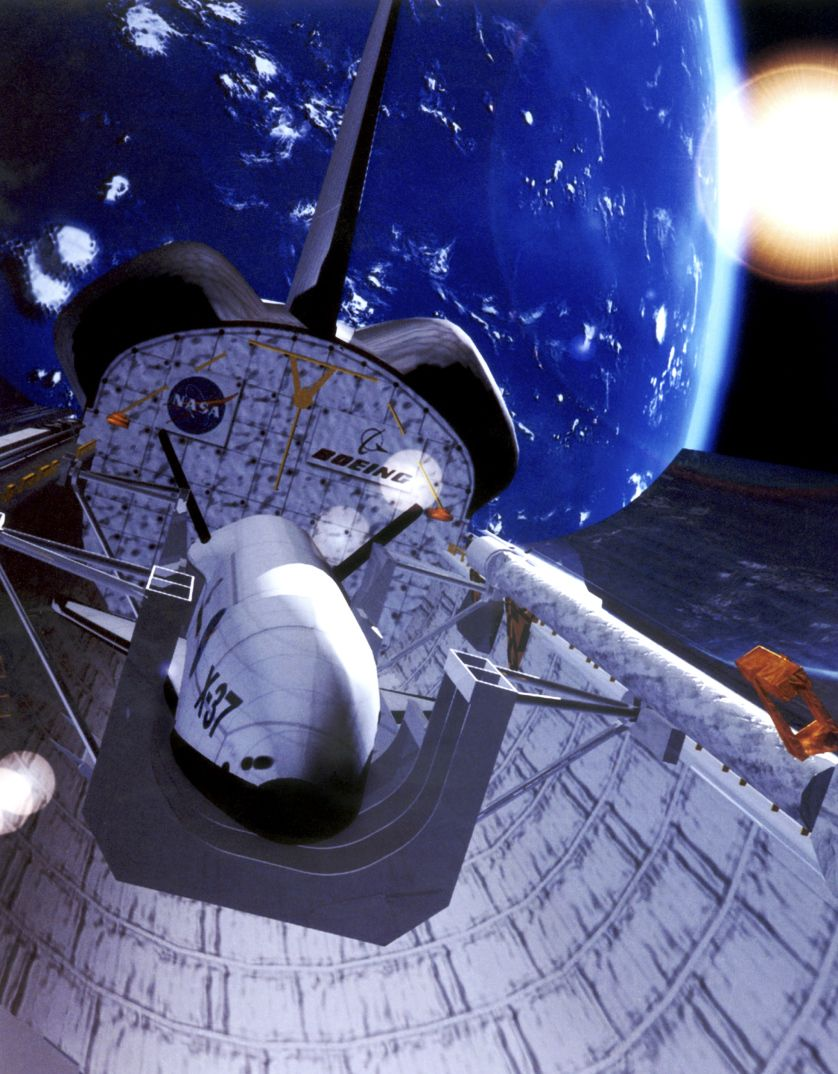
Le X-37A dans la soute de la navette, moyen de lancement envisagé initialement.